# 아르메니아 소비에트 사회주의 공화국
아르메니아 소비에트 사회주의 공화국(아르메니아어: Հայկական Սովետական Սոցիալիստական Հանրապետություն 하이카칸 소베타칸 소치알리스타칸 한라페투티윤, 러시아어: Армянская Советская Социалистическая Республика 아르먄스카야 소베츠카야 소치알리스티체스카야 레스푸블리카[*]), 소비에트 아르메니아, 또는 간단히 아르메니아는 유라시아의 캅카스 지역에 위치했던 소련 구성국의 명칭이다.
소비에트 아르메니아는 존속기간 동안 아제르바이잔 소비에트 사회주의 공화국, 그루지야 소비에트 사회주의 공화국, 그리고 독립국인 이란과 터키와 국경을 접하고 있었다. 공화국의 수도는 예레반이며 37개의 행정구역(라욘)을 포함하고 있었다. 소비에트 아르메니아의 수도 이외의 주요 도시로는 레니나칸, 키로바칸, 흐라즈단, 에치미아진과 카판 등이 있었다. 아르메니아는 소련 공산단의 하위당인 아르메니아 공산당이 일당 통치 체제를 유지했다.
소비에트 아르메니아는 짧은 시간 동안 존재했던 아르메니아 제1공화국의 소비에트화와 함께 1920년 12월 2일 설립되었다. 따라서 역사가들은 소비에트 아르메니아를 아르메니아 제2공화국이라 부르기도 한다. 소비에트 아르메니아는 이웃하고 있던 조지아와 아제르바이잔과 함께 소비에트 연방의 창설국중 하나인 자캅카스 사회주의 연방 소비에트 공화국의 일부가 된다. 자캅카스 사회주의 연방 소비에트 공화국이 1936년에 해체되자 소비에트 아르메니아는 소비에트 연방을 구성하는 하나의 독립적인 공화국이 되었다.
소비에트 연방의 일부로서 아르메니아는 연방 가입 직후 레닌의 신경제 정책(NEP)이 진행되는 동안에는 알렉산더 먀스니칸의 통치 아래 안정화를 겪었다. 공화국의 71년 역사 동안 공화국은 단순한 농업국가에서 소비에트 연방의 주요 공업 생산 거점지로 바뀌었다. 인구 또한 자연적 증가와 아르메니아인 집단학살의 생존자와 자손들의 이민으로 같은 기간에 1926년의 880,000명에서 1989년에는 330만명으로 거의 4배가 증가했다.
소비에트 아르메니아는 스탈린의 대숙청에 많은 피해를 입었지만 소련의 대조국전쟁의 승리에 중대하게 기여했다. 스탈린 사후, 아르메니아는 흐루쇼프 해빙기 동안에 자유화가 진행되었다. 브레즈네프의 통치가 끝이 나고 진행된 고르바초프의 글라스노트와 페레스트로이카 개혁은 나고르노카라바흐 분쟁의 기원이 되는 카라바르 운동의 시작이 되었다. 공화국은 1990년 8월 23일 독립적 주권국임을 선언해 사실상 독립했으며 1991년 3월 신연방조약에 대한 투표를 보이콧하고 1991년 9월 21년 국민투표를 통해 공식적으로 독립을 결정한다. 1991년 12월 26년, 소련의 해체와 함께 국제사회의 독립 승인을 받았다. 공화국의 1978년 소비에트 헌법은 몇몇 주요한 개헌을 거치고 1995년 7월 5일 국민투표를 통해 새로운 아르메니아 헌법이 적용될때까지 효력을 유지했다.

## 정식 국명
아르메니아의 소비에트화 이후 공화국은 공식적으로 아르메니아 소비에트 사회주의 공화국(Socialist Soviet Republic of Armenia)이라 불리게 된다. 1936년 자캅카스 사회주의 연방 소비에트 공화국의 해체 이후 국명이 한국어 의미는 같지만 어순이 다른 Armenian Soviet Socialist Republic로 바뀌고 이는 1991년 소련의 해체까지 유지된다.
아르메니아어로는 공식적인 국명이 처음에는 "Socʼialistakan Xorhrdayin Hayastani Hanrapetutʼyun"였다. 1936년부터는 국명이 "Hayastani Socʼialistakan Xorhrdayin Hanrapetutʼyun"로 바뀌었다. "Hayastani"의 형태가 "Haykakan"으로 바뀌고 단어 "소비에트"와 "사회주의"가 자리를 바꾸며 추후 "Haykakan Xorhrdayin Socʼialistakan Hanrapetutʼyun"라 불리게 된다. 1940년에 단어 "소비에트"와 "공화국"의 음차가 아르메니아어 단어를 대체해 국명을 "Haykakan Sovetakan Socʼialistakan Respublika"로 수정한다. 1960년대에 단어 "공화국"은 다시 아르메니아어 단어로 바뀐다.

## 당 서기장
- 총 14명이 당 서기장이 되었다.

알렉산드르 먀스니캰 (Ալեքսանդր Մյասնիկյան)
사르기스 루카신 (Սարգիս Լուկաշին)
사르기스 함바르주먄 (Սարգիս Համբարձումյան)
사하크 테르가브리엘랸 (Սահակ Տեր-Գաբրիելյան)
아브라함 굴로얀 (Աբրահամ Գուլոյան)
아람 피루잔 (Արամ Փիրուզյան)
아가시 사르키샨 (Աղասի Սարգսյան)
사하크 카라페탼 (Սահակ Կարապետյան)
안톤 코치냔 (Անտոն Քոչինյան)
바달 무라댠 (Բադալ Մուրադյան)
그리고르 아르주마냔 (Գրիգոր Արզումանյան)
파데이 사르키샨 (Ֆադեյ Սարգսյան)
블라디미르 마르가랸츠 (Վլադիմիր Մարգարյանց)
바즈겐 마누캰 (Վազգեն Մանուկյան)

## 아르메니아 공산당 제1서기장

### 자캅카스 소비에트 연방 사회주의 공화국(1922년 ~ 1936년), 아르메니아 소비에트 사회주의 공화국 (1936년 ~ 1991년)
- 게보르크 알리하냔 (1920.12 ~ 1921.4)
- 세르게이 루카신 (1921.4 ~ 1922.4.29)
- 아스카나즈 므라뱐 (1922.4.29 ~ 1923.3)
- 아쇼트 호브하니샨 (1923.3 ~ 1927.7)
- 하이크 오세퍈 (1927.7 ~ 1928. 4)
- 아이카즈 코스타냔 (1928.4 ~ 1930.5.7)
- 아가시 한잔 (1930.5.7 ~ 1936.7.9)
- 아마투니 바르타페탼 (1936.7.13 ~ 1937.9.21)
- 그리고리 아루튜노프 (1937.9.24 ~ 1953.11)
- 수렌 토브마샨 (1953.11 ~ 1960.12.28)
- 야코프 자로뱐 (1960.12.28 ~ 1966.2.5)
- 안톤 코치냔 (1966.2.5 ~ 1974.11.27)
- 카렌 데미르찬 (1974.11.27 ~ 1988.5.21)
- 수렌 아루튜냔 (1988.5.21 ~ 1990.4.6)
- 블라디미르 모브시샨 (4.6 ~ 1990.11.30)
- 스테판 포고샨 (1990.11.30 ~ 1991.5.14)
- 아람 가스파리 사르키샨 (5.14 ~ 1991.9.7)

## 역사

### 소비에트화
소비에트화 이전에는 아르메니아 혁명 연맹이 아르메니아 제1공화국을 통치했다. 아르메니아 소비에트 사회주의 공화국은 1920년에 성립되었다. 이에 대한 아르메니아 외부에 거주하고 있던 아르메니아인들의 의견은 둘로 갈렸다: 민족주의 아르메니아 혁명 연맹의 지지자들은 소비에트 공화국의 성립에 반대하고 아르메니아 국민 연합의 지지자들은 새로 성립된 소비에트 공화국에 조금 더 친화적이었다.
1828년 투르크만차이 조약부터 1917년 10월 혁명까지 동아르메니아는 러시아 제국의 영토였고 일부는 예레반현에 둘러싸여 있었다. 10월 혁명 이후 볼셰비키의 지도자인 레닌의 정부는 제국내의 소수민족들의 민족 자결을 지지한다 발표했다. 제국이 붕괴한 뒤, 1918년 5월에 아르메니아, 아제르바이잔, 조지아는 러시아로부터의 독립을 선언하고 각자 독립적인 공화국을 성립했다. 아르메니아인 학살과 터키-아르메니아 전쟁에서 아르메니아인들이 거의 멸절되저 오스만 제국 이내의 역사적 아르메니아인 지역은 절망에 빠졌다.  그로 인해 많은 아르메니아인들이 진격하는 소비에트 적군 제11군에 합류했다.
모스크바와 카르스의 조약 이후 오스만 제국은 중세 아르메니아의 수도 아니, 아르메니아의 문화적 상징인 아라라트산을 포함한 카르스, 아르다한, 수르말루를, 바투미를 조지아에 넘기는 조건으로 손에 넣었다. 게다가 아르메니아의 볼셰비키 혁명가인 알렉산드르 먀스니캰의 반대에도 불구하고 소비에트 정부는 지방 안정화에 집중하기 위해 그들의 직접적 영향력이 닿지 않는 나흐츠반과 나고르노카라바흐를 소비에트 아제르바이잔에게 할양했다.

### 신경제 정책 (NEP)
1922년 3월 12일부터 1936년 12월 5일까지 아르메니아는 소비에트 조지아와 함께 자캅카스 사회주의 연방 소비에트 공화국의 일부였다. 소비에트 아르메니아의 첫 정부는 사르키스 카스얀, 아비스 누르쟌냔과 같은 젊은, 그리고 경험이 부족한 공산주의자들이 수장을 맡아 아르메니아의 열악한 현실과 긴 내부 혼란으로 인한 국민들의 피로도를 고려하지 않은 몽상에 가까운 정책들을 펼쳤다. 훗날 스탈린의 대숙청에 의해 처형된 소비에트 아르메니아의 역사가인 바그라트 보리안은 1929년에 이렇게 말했다:
The Revolutionary Committee started a series of indiscriminate seizures and confiscations, without regard to class, and without taking into account the general economic and psychological state of the peasantry. Devoid of revolutionary planning, and executed with needless brutality, these confiscations were unorganized and promiscuous. Unattended by disciplinary machinery, without preliminary propaganda or enlightenment, and with utter disregard of the country's unusually distressing condition, the Revolutionary Committee issued its orders nationalizing food supply of the cities and peasantry. With amazing recklessness and unconcern, they seized and nationalized everything – military uniforms, artisan tools, rice mills, water mills, barbers' implements, beehives, linen, household furniture, and livestock.
혁명 위원회는 국민들의 전반적인 경제적 상황과 정신적 상태를 고려하지 않고 계급을 가리지 않은 무차별적인 재산에 대한 몰수와 압류를 개시했다. 그 어떤 혁명 계획도 존재하지 않고 필요 이상의 잔인한 폭력이 사용된 이 정책은 조급하고 무질서했다. 그 어떤 기계적 질서도, 선행되어야 했던 정치적 선동도, 국가의 비정상적으로 심각한 상황에 대한 인지도 없이 혁명 위원회는 모든 식량 공급망의 국영화를 명령했다. 대단할 정도의 무관심과 무모함으로 무장한 그들은 군복, 장인들의 도구, 정미소, 수차, 이발소, 벌통, 리넨, 가정의 가구, 가축 등을 모조지, 전부 몰수하고 압류해 국영화했다.

아르메니아 지역 체카의 만행의 정도가 이 정도로 심각하자 결국 1921년 2월, 구 공화국의 지도자들이 주도해 아르메니아인들이 대규모 봉기를 일으켜 짧은 시간 동안 예레반을 차지했지만 당시 조지아를 침공하고 있던 적군이 돌아와 반란을 진압하고 반란의 주동자들을 아르메니아 밖으로 밀어냈다.
혁명 위원회가 실행한 강압적인 정책들이 아르메니아인들이 소비에트 통치를 반대하게 하는 이유의 근원이라는 것을 알게된 레닌은 1921년, 조금 더 아르메니아에 맞고 덜 극단적인 정책들을 시행하게 하기 위해 경험이 많은 행정가인 먀스니칸을 아르메니아의 지도자로 임명했다. 신경제정책의 도입 이후 아르메니아인들은 상대적인 안정을 겪게 되었다. 소비에트 통치 아래의 삶은 격변의 제1공화국 시절보다 안정적이고 풍요로웠다. 알렉산더 타마냔은 예레반 도시 계획을 실현해 내기 시작했고 아르메니아인들은 의약품, 식량, 그리고 다른 보급품들을 모스크바로부터 지원 받았다.
병마가 그를 덮치기 전에 레닌은 소비에트 연방내 다양한 국적의 지도자들이 각각 자신들의 공화국을 관리하게 하는 소련 본토화 정책을(korenizatsiya) 추진해 자국어를 사용하는, 학교, 신문, 극장 등을 만들었다. 아르메니아에서 소비에트 연방은 50살까지의 모든 문맹인 국민들을 학교에 다니게 해 공화국의 정식 언어가 된 아르메니아어를 읽는법을 배우게 했다. 소비에트 통치 기간 동안 아르메니아어 신문 (Sovetakan Hayastan), 잡지 (Garun), 그리고 정기 간행물 (Sovetakan Grakanutyun, Patma-Banasirakan Handes) 등의 규모가 성장했다. 1930년에는 아르메니아에 쿠르드어 신문사인 Riya Teze (The New Path)가 설립되었다.
1921년, 에치미아진에 문화와 역사를 관할하는 기관이 설립되고, 1920년대와 30년대에는 예레반 오페라 극장과 예레반의 많은 대형 극장들이 세워졌다.  또한 마르티로스 사르얀, 아베틱 이사하캰 등 예술가들이 대중 미술과 문학 작품들을 만들어냈다. 창작에 있어 "형태는 민족적으로, 내용은 사회주의적으로"라는 사회주의자들의 강령에 따른 예기셰 차렌츠 또한 수많은 작품들을 만들었다. 아르멘키오는 첫 아르메니아 영화인 나무스(Namus)를 1925년 상영하고 첫 쿠르드 작품인 자레(Zare)를 1926년에 상영했다. 두 작품 모두 훗날 1935년 개봉한 첫 유성 영화인 페포(Pepo)의 감독을 맡을 하모 벡-나자랸이 감독을 맡았다.

### 스탈린주의와 대숙청

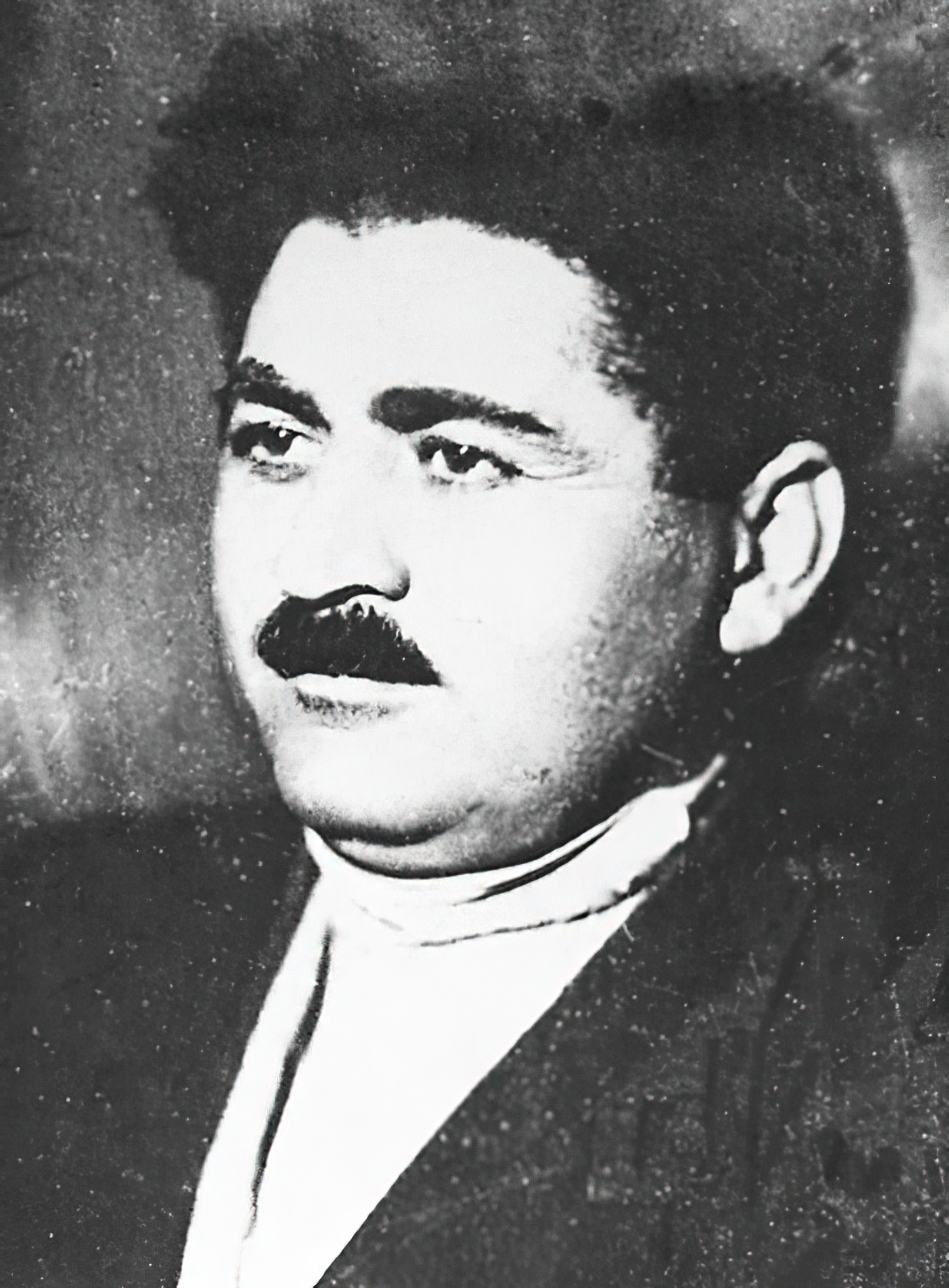
터키 반 출신인 제1서기장 아가시 칸쟌. 그는 1936년에 베리야의 명령에 의해 암살되었다.

레닌의 죽음과 이오시프 스탈린의 지도자 선출은 아르메니아와 소련의 상황을 크게 바꾸었다. 캅카스에서 스탈린의 조지아에 있는 동맹인 라브렌티 베리야는 지역에 대한 그의 통제를 강화하고자 당시 아르메니아 공산당 제1서기장인 아가시 칸쟌과 정쟁을 벌였다. 갈등은 1936년 7월 9일, 아르메니아 대숙청의 시작이 되기도 한, 트빌리시에서 칸쟌의 베리야에 의한 암살이 일어나자 인해 격화된다. 처음에 베리야는 칸쟌의 죽음을 자살이라 주장했지만 곧 그가 "극단적 국만주의"를 추진했단며 그를 비판했다. 칸쟌의 죽음 이후, 베리야는 그의 지지자였던 아마투니 아마투니를 제1서기장으로 승진시키고 역시 그의 지지자였던 카치크 무그두시를 아르메니아 NKVD의 수장으로 임명했다. 베리야의 지지자들의 명령으로 "적들"에 대한 공격도 격렬해졌다. "민족주의"의 표방은 의심 대상이었으며 차렌츠, 악셀 바쿤츠, 구르겐 마하리, 네르시크 스테파냔 등을 포함한 많은 아르메니아의 저명한 작가, 화가, 과학자, 그리고 지식층들이 처형당하거나 수용되었다. 1937년 7월에 아마투니가 스탈린에게 보낸 편지에 따르면 칸쟌의 죽음 이후 10달 동안 1,365명이 체포되었으며 그중 900명이 "타슈낙-트로츠키주의자"로 판명되었다고 한다.
1937년 8월에 있던 사하카 테르-가브리엘랸의 체포와 죽음은 베리야의 숙청에 있어 중대한 기점이 되었다. 무그두시에게 취조를 당하던 도중 그는 예레반의 NKVD 건물의 창문으로 "뛰어 내렸거나 강제로 던져졌다." 스탈린은 무그두시와 아마투니가 그에게 이 사건을 보고하지 않은 것에 분노했으며 그 결과로 1937년 9월, 스탈린은 아르메니아 공산당의 숙청을 감독하기 위해 게오르기 말렌코프, 미하일 리트빈, 그리고 나중에 아나스타스 미코얀을 파견했다. 파견중 미코얀은 한명(다니엘 "다누시" 샤베르댠)을 처형으로부터 살리기 위해 노력했지만 실패했다. 1,000명 이상이 체포되었으며 아르메니아 중앙 위원회 정치국 일원 9명중 7명이 파면되었다. 스탈린의 감독 인원 파견은 베리야가 그리고리 아루티노프를 아르메니아 공산당의 새로운 당수로 임명하도록 하였다.
아르메니아 사도교회 또한 숙청에서 제외되지 않았다. 스탈린의 교회에 대한 공격은 1929년부터 개시되었지만 재외 아르메니아인들과의 관계 개선을 위해 잠시 아르메니아에서는 중단되었었다. 1932년에 호렌 1세가 아르메니아 총대주교가 되어 아르메니아 정교의 지도자가 되었다. 하지만 1930년대 후반에 무그두시와 그의 후임자인 빅토리 크보로스탼이 수장을 맡고 있는 아르메니아 NKVD는 교회에 대한 공격을 재개하였다. 대부분 베리야의 명령에 따른 이 공격은 1938년 호렌 1세의 암살로 절정을 맞이 하였고 에치미아진 교구의 철폐로 이어졌다. 하지만 사도교회는 살아남았으며 제2차세계대전 종전 이후 스탈린이 종교에 대한 제한을 완화하자 다시 재기하였다. 교회에 대한 공격에 더해서 소련내 다른 소수민족들과 비슷하게 아르메니아에서도 스탈린에 의해 수만명의 아르메니아인들이 처형되거나 추방당했다. 1936년에 스탈린과 베리야는 조지아의 아르메니아 합병을 정당화하기 위해 아르메니아인들을 시베리아로 추방해 아르메니아의 인구를 70만 이하로 낮추려 시도했다. 수천명의 아르메니아인들이 1949년에 알타이 변경주로 강제 추방당했다. 이중 많은 이들이 박해를 피해 아르메니아로 귀환한 재외 아르메니아인들이었다.

### 제2차 세계대전

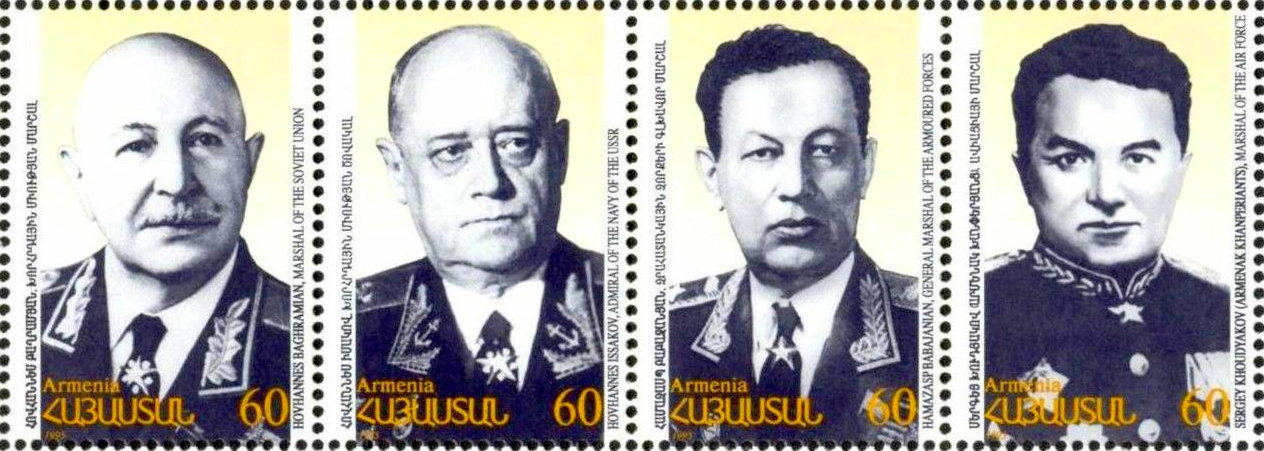
제2차 세계대전 아르메니아 출신 소련 원수와 제독들의 우표: 바그라먄, 이사코프, 바바잔냔, 쿠댜코프

아르메니아는 서부 소련 대부분을 초토화시킨 대조국전쟁의 참화를 피할수 있었다. 독일 국방군은 아제르바이잔의 유전을 가지기 위해 남캅카스를 목표로 삼았지만 도달하는 것에는 실패했다. 아르메니아는 본토에서의 전투는 없었지만 소련에게 식량, 인력, 전쟁물자 등을 제공하는 등 전쟁에서 중요한 역할을 했다. 적어도 300,000명에서 500,000의 아르메니아인들이 전쟁에 참전했는데 거의 절반이 귀환하지 못했다. 많은 아르메니아인들이 소비에트 연방에서 가장 높은 군 영예인 소비에트 연방영웅 칭호를 받았다. 60명 이상의 아르메니아인들이 장성의 직위에 도달했으며 그중 네 명은 소비에트 연방원수의 계급까지 오른다: 이반 바그라먄 (제1발트전선의 사령관으로 임명되었을때 그는 전선 사령관의 직위를 맡은 첫 비슬라브 계열 장성이었다), 이반 이사코프 제독, 하마자스프 바바잔냔 제독, 세르게이 쿠댜코프 제독. 다른 전쟁의 아르메니아 출신 중요 인사로는 아나스타스 미코얀의 동생이기도 한 전투기 제조사 미그의 공동 창립자이자 설계자인 아르툠 미코얀이 있다.
전쟁 지지도를 올리기 위해 소련 정부는 어느 정도의 민족주의의 표출을 허락했다. 이 결과로 데레닉 데미리치안의 소설 바르다난크(Vardanank)가 출간되고 데이비드 벡(1944)과 같은 영화가 상영되었다. 또한 교회에 대한 제한도 완화되었다. 스탈린은 전쟁중 종교에 대한 공격을 일시적으로 중지했다. 이는 1945년 게보르그가 아르메니아 대주교 게보르그 6세로 선출되는 결과로 이어졌다. 게보르그 6세는 에치미아진 내에 거주하는 것이 허락되었다.
독일의 항복으로 종전이 가까워지자 소련 정부는 카르스, 아르다한, 아르트빈, 수르말루를 되찾기 위해 카르스 조약을 무효화하는 것을 시도했다. 1945년 6월 7일, 소련의 외무장관 뱌체슬라프 몰로토프는 모스크바 주재 주러 터키 대사에게 분쟁 지역들이 모두 아르메니아와 조지아 소비에트 공화국에게 반환되어야 한다고 말했다. 터키 또한 제2차 세계대전 종전후 초강대국으로 떠오른 소련과 전쟁을 하려는 의지는 없었다. 소련의 영토 주장은 계파를 가리지 않고 모든 아르메니아인들과 아르메니아 사도교회의 지지를 받았다. 하지만 냉전이 시작되자, 특히 1947년의 트루먼 독트린으로 인해, 터키는 서방과의 관계가 깊어졌다. 소련은 영토 주장을 철회했고 터키는 1952년 반소비에트 연합인 북대서양 조약 기구에 가입한다.

### 아르메니아 이민

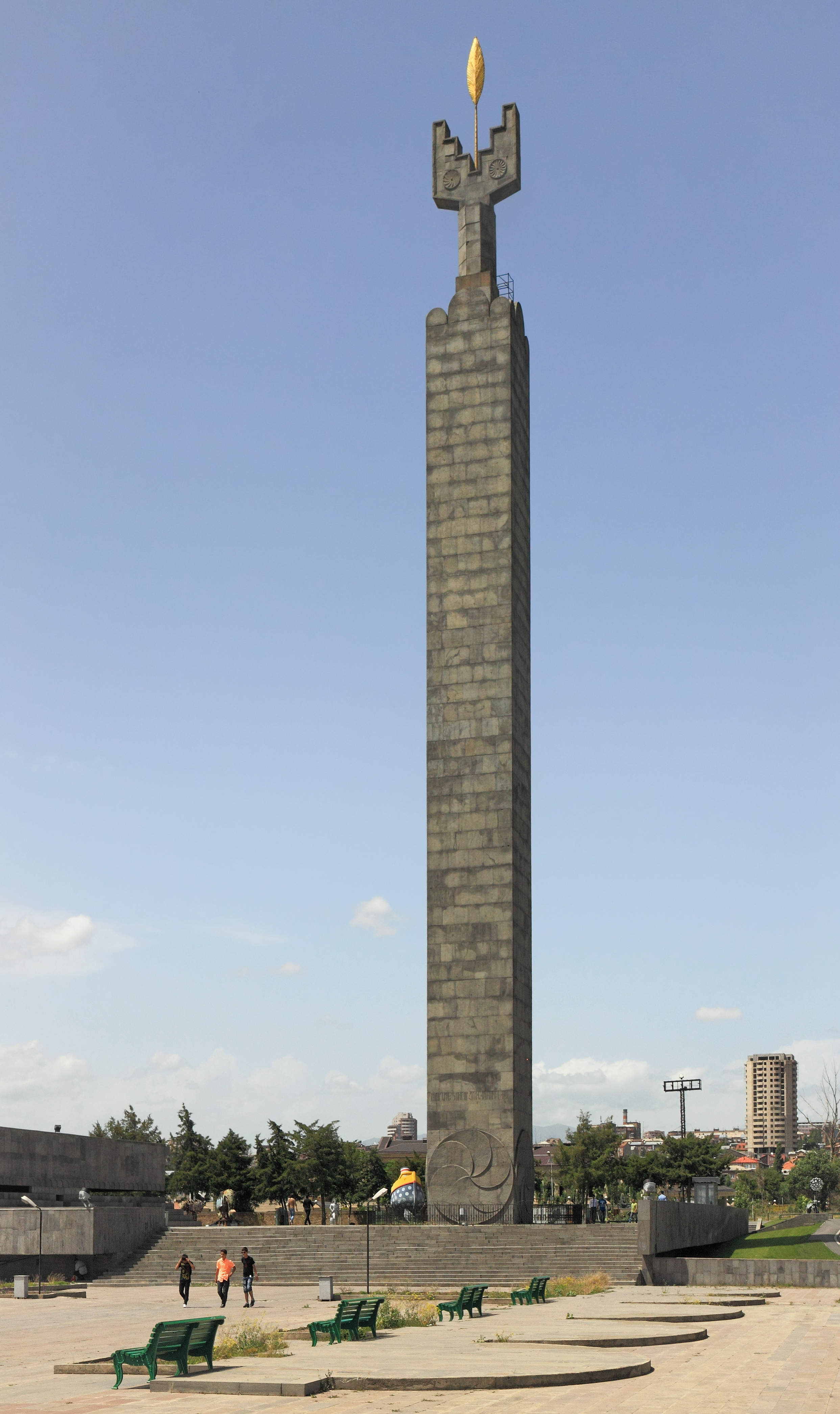
소비에트 아르메니아 성립 50주년 기념비

공화국이 전쟁에서 큰 손실을 입자 스탈린은 아르메니아인의 자유로운 이민을 허락했다. 아르메니아의 인구를 회복하고 노동력을 충족시키기 위해 재외 아르메니아인들의 귀환을 허락했다. 키프로스, 프랑스, 그리스, 이라크, 레바논, 시리아 등지의 아르메니아인들은 대부분 대학살 생존자의 후손들이었다. 그들은 고국으로 귀환을 한다면 소련 정부가 모든 비용을 부담하겠다는 제안을 받았다. 추정 150,000명의 아르메니아인들이 1946년에서 1948년까지 소비에트 아르메니아로 이주했고 그들은 예레반, 레니나칸, 키로바칸과 다른 도시들에 자리를 잡았다.
식량 배급권, 좋은 거주지 등 다양한 혜택에 끌려 고국으로 돌아온 재외 아르메니아인들에 대한 토착 아르메니아인들의 반응은 싸늘했다. 귀국한 이들은 소비에트 아르메니아에서 사용되는 동부 아르메니아 방언이 아닌 서부 아르메니아 방언을 사용했다. 그들은 토착 아르메니아인들에게 단어의 발음 차이로 인해 형제들(aghbars)이라 불리었다. 처음에는 유머로 사용되었지만 "형제들"이라는 별칭은 곧 부정적 의미의 멸칭으로 바뀐다. 소련 정부의 대우 또한 좋지 못했다. 많은 아르메니아 이민자들이 모든 가산(옷, 보석 등)을 가지고 처음 오데사에 도착했을때 그들의 짐 전부를 압수 당했다. 그들은 짐을 돌려받을 가능성이 없다는 것을 깨닫자 아르메니아로 바로 향하도록 강제되었다. 많은 아르메니아 이민자들이 아르메니아 민족주의 세력과의 연관성을 이유로 소련의 정보국과 소련 내무인민위원부의 타겟이 되어 시베리아 각지의 굴라크로 보내졌다. 그들은 그곳에서 스탈린의 사망까지 석방되지 않았다. 타슈낙 정당과의 연관성이 의심된 몇몇 이들은 1949년 중앙아시아로 추방되었다.

### 흐루쇼프 해빙기
1953년 스탈린의 사망후 진행된 권력 투쟁이 끝나고 니키타 흐루쇼프가 국가의 새로운 지도자로 선출되었다. 흐루쇼프가 1956년 제20차 소련 공산당 전당대회에서 한 "인격 숭배와 그 결과"라는 제목을 가진 "비밀" 연설에서 그는 스탈린과 그의 죄를 강하게 비판했다. 그리고 이어진 흐루쇼프 해빙기에서 소비에트 지도부는 정치적 제한을 크게 완화하고 국민들의 주거지 마련과 소비재 생산에 더 많은 자원을 투입했다.
거의 즉시 아르메니아는 문화적, 경제적 재탄생을 겪었다. 바즈겐 1세의 대주교 취임과 함께 제한적인 종교적 자유가 주어졌다. 흐루쇼프의 자문가이자 가까운 친우이며 아르메니아 정치국의 일원이었던 아나스타스 미코얀은 아르메니아인들에게 아르메니아 국가 정체성에 대해 설파했다. 흐루쇼프가 스탈린을 비판하기 2년전인 1954년 3월 예레반에서, 미코얀은 라피와 라파엘 파트카냔이 쓴 서적들에 대한 재출판, 차렌츠의 복권, 먀스니캰 시절의 부활을 주장하는 연설을 했다. 배후에서 그는 소비에트 아르메니아의 지도층들이 과거 공화국의 "적들"을 복권할 수 있도록 조력했다. 1962년, 예레반을 내려다 보던 스탈린의 거대 동상은 병력을 동원해 말 그대로 하루만에 철거되었으며 이는 1967년, 어머니 아르메니아(아르메니아를 의인화 시킨 형태)의 동상으로 대체되었다. 아르메니아와 해외 거주 아르메니아인 간의 연락은 재개되었으며 해외에 거주하는 아르메니아인들의 방문이 증가했다. 1959년에는 고대와 중세의 기록물들을 보관하기 위한 시설인 마테나다란이 설립되었으며 소비에트가 새로 육성한 학자들이 역사 연구를 진행하였다.
미코얀은 이 시기에 유명해진 유일한 아르메니아 출신 인사가 아니다. 다른 유명한 소비에트 아르메니아 출신 유명인에는 작곡가 아람 카챠투리안(Aram Khachaturian), 아르노 바바쟌냔(Arno Babajanian), 콘스탄틴 오르벨랸(Konstantin Orbelyan), 티그란 만수리안(Tigran Mansurian); 과학자 빅토르 함바르드주먄(Viktor Hambardzumyan), 아르템 알라칸냔(rtem Alikhanyan;);배우 아르멘 지갈칸냔(Armen Dzhigarkhanyan), 프룬직 크르트챤(Frunzik Mkrtchyan); 영화 감독 프룬제 도블라탼(Frunze Dovlatyan), 헨릭 말랸(Henrik Malyan), 세르게이 파라자노프(Sergei Parajanov), 아르타바즈드 펠레샨(Artavazd Peleshyan); 화가 미나스 아베티스얀(Minas Avetisyan), 예르반드 코챠(Yervand Kochar), 하코브 코조얀(Hakob Kojoyan), 테레자 미르조얀(Tereza Mirzoyan); 가수 게오르기 미나샨(Georgi Minasyan), 라이사 크르챤( Raisa Mkrtchyan), 루벤 마테보샨(Ruben Matevosyan); 작가 실바 카푸티캰(Silva Kaputikyan), 세로 칸자댠(Sero Khanzadyan), 흐란트 마테보샨(Hrant Matevosyan), 파루이르 세바크(Paruyr Sevak), 호반네스 시라즈(Hovhannes Shiraz) 등이 있다.

### 브레즈네프 시대

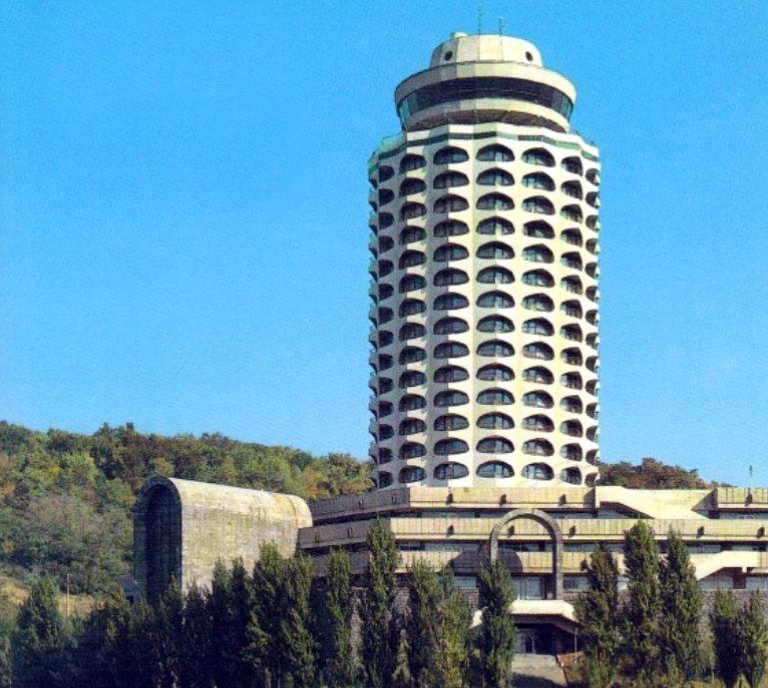
예레반 유소년 궁전

레오니트 브레즈네프가 1964년에 소련의 지도자가 되자 흐루쇼프의 개혁중 다수가 중지되었다. 다만 소련 정부는 아르메니아의 민족주의 발흥에 대해 어떤때보다 확실하게 인지하였음에도 스탈린의 통치 시기처럼 제제를 가하지는 않았다. 1965년 4월 24일, 수천명의 아르메니아인들은 아르메니아인 집단 학살의 50주년을 맞아 예레반의 거리에서 집회를 개최했다. 집회의 결과로 희생자들의 추모하기 위한 기념물이 1967년, 흐라즈단 계곡 근방에 세워졌다. 사르다라팟, 바시 아바란과 같이 아르메니아 역사에 있던 다른 주요 사건들을 기념하는 기념비와 인기 있는 아르메니아의 위인인 바르단 마미코냔(5세기 군 지휘관)과 사순의 다윗을 기념하기 위한 동상들의 설립 또한 허가되었다.
브레즈네프 시대는 그림자 경제와 소련 관료들의 부패 증가의 시작이 되었다. 콘크리트, 시멘트와 같은 새로운 주거지 건설을 위해 배정된 자원들은 다른 용도로 변경되어 빼돌려졌다. 뇌물과 감독의 부재는 부실하게 시공된 아파트 건물들의 탄생으로 이어졌다. 이로 인한 영향은 스피타크에서 수년후 일어난 재앙적인 아르메니아 대지진에서 드러난다. 지진이 1988년 12월 7일 오전에 일어나자 붕괴된 아파트들과 집들은 대부분 브레즈네프 시대에 건설된 것들이었다. 역설적이게도 건물이 오래되었을수록 지진을 더 잘 버텼다. 아르메니아 제1서기장 카렌 데미르챤은 이러한 부패를 척결하겠다는 정책을 내걸고 당선되었다.

### 글라스노스트와 페레스트로이카

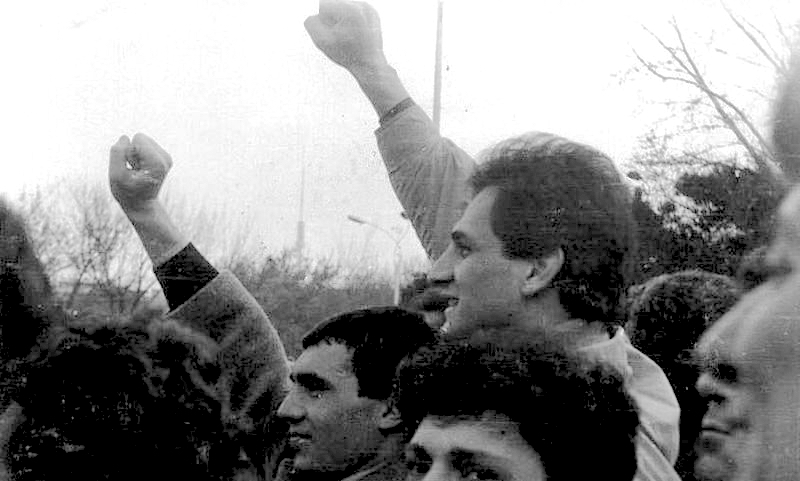
예레반의 오페라 광장에서 아르메니아와 나고르노카라바흐의 통합을 주장하는 시위대. 1988년 여름

1980년대 미하일 고르바초프의 글라스노스트와 페레스트로이카 개혁은 소비에트 통치하의 더 나은 삶을 지향하는 아르메니아인들의 의지를 증폭시켰다. 소련이 아르메니아에게 할양을 약속했지만 소비에트 아제르바이잔에게 넘어간 나고르노카라바흐의 아르메니아인들이 아르메니아 본국과 통합하는 것을 목표로 하는 운동을 개시했다. 지역 인구의 대부분을 차지하던 아르메니아인들은 나고르노카라바흐의 강제적 "아제르바이잔화"를 우려했다. 1988년 2월 20일, 나고르노카라바흐 자치주의 소비에트 최고 평의회는 아르메니아와의 통합을 결의했다.
예레반에서는 카라바흐의 아르메니아인들을 지지하는 집회가 일어났으며 추후 규모가 성장해 카라바흐 운동으로 거듭난다. 1988년 초에는 아르메니아 각지에서 온 100만명의 아르메니아인들이 예레반의 극장 광장(현 자유광장)을 중심으로 한 집회들에 참여했다. 하지만 이웃한 아제르바이잔의 숨가이트에서 아르메니아인에 대한 폭력사태가 일어났다. 곧 아르메니아인과 아제르바이잔인 간의 대규모 민족 폭동이 일어나 평화적 협상을 불가능하게 만들었다. 이 문제에 대한 크렘린의 반응은 그 시점까지 아르메니아인들이 호의적으로 본 고르바초프에 대한 여론을 악화시켰다.
모스크바의 중앙정부와 예레반의 지역정부 간의 갈등은 소비에트 연방 말기에 더욱 격화된다. 카라바흐 문제에 대한 중앙정부의 무대응, 지진 구호 활동 및 지원의 부족함, 소련 경제 상황의 악화 등 다양한 이유로 인해 중앙정부와 지역정부 간의 관계가 악화된다. 1990년 8월 23일, 아르메니아 SSR의 소비에트 최고 평의회는 아르메니아 독립 선언서를 채택해 아르메니아 공화국의 성립을 선포했다. 1991년 3월 17일, 발트 3국, 조지아, 몰도바와 함께 아르메니아는-78%의 유권자가 개혁을 전제로 한 연방의 유지를 택한-국민 투표를 보이콧 했다. 1991년 9월 21일에 아르메니아는 모스크바에서 소련 공산당 극단주의 분파의 쿠데타 시도가 실패한 이후 국민투표를 통해 독립을 재확인했다.
벨라베자 조약과 1991년 12월 26일, 소련의 공식적인 해체로 공화국의 독립이 공식화되고 아르메니아는 독립국으로서 국제사회의 일원이 된다. 아르메니아 SSR의 1978년 헌법은 1995년 7월 5일에 아르메니아 헌법이 채택될때까지 효력을 유지했다.

## 정치

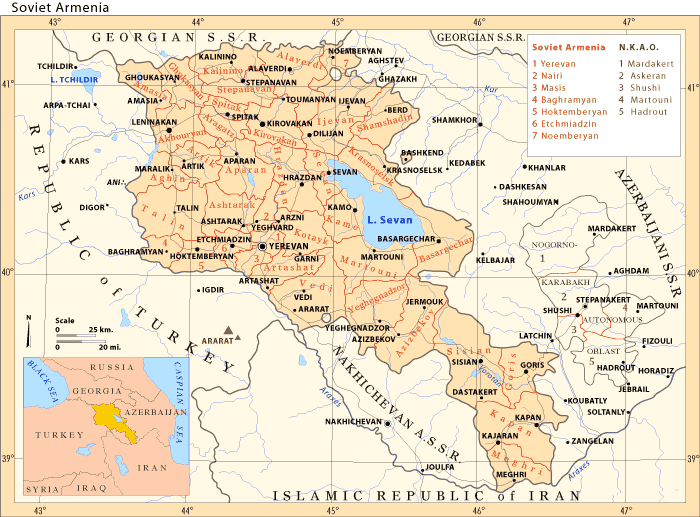
The administrative divisions of the Armenian Soviet Socialist Republic

### 정부
아르메니아 SSR의 정부 구조는 다른 소비에트 공화국들과 동일했다. 제1서기장이 국가 행정부의 수장이었으며 정부의 수장은 각료 회의 의장이 맡았다. 아르메니아 소비에트 사회주의 공화국의 입법기관은 아르메니아 소비에트 최고 평의회이며 최고 사법 기관인 대법원이 속해있었다. 최고 평의회의 일원은 5년의 임기를 가졌으며 지역 관리들은 2년 반의 임기를 가졌다. 모든 관료들은 공산당의 당원 자격이 필수였으며 예레반의 소비에트 최고 평의회 건물에서 회의가 개최되었다.
1930년부터 아르메니아 SSR의 행정 구역은 37개의 라욘과 22개의 도시 구역으로 이루어져 있었다. 1991년 소비에트 연방의 해체 이후, 1995년에 기존 행정구역들은 철폐되고 35개의 기존 행정구역 보다 큰 마르제르로 대체되었다.
연방의 결속력을 위해 시기에 따라 소비에트 관료들은 아르메니아 사회내의 기조를 수용하거나 협력하거나 탄압하거나, 어떨때는 제거(민족주의와 종교의 경우)하려 했다. 초기 소비에트 정책 수립자들은 아르메니아인들을 러시아인, 우크라이나인, 벨라루스인, 조지아인, 독일인, 유대인과 함께 "진보한" 민족으로 간주했고 이들을 서방의 민족들과 한데 묶어 관리했다. 캅카스와 특히 아르메니아는 소련 교과서와 학자들에 의해 소련의 "영토내에서 가장 오래된 민족"이라 인정되었다.

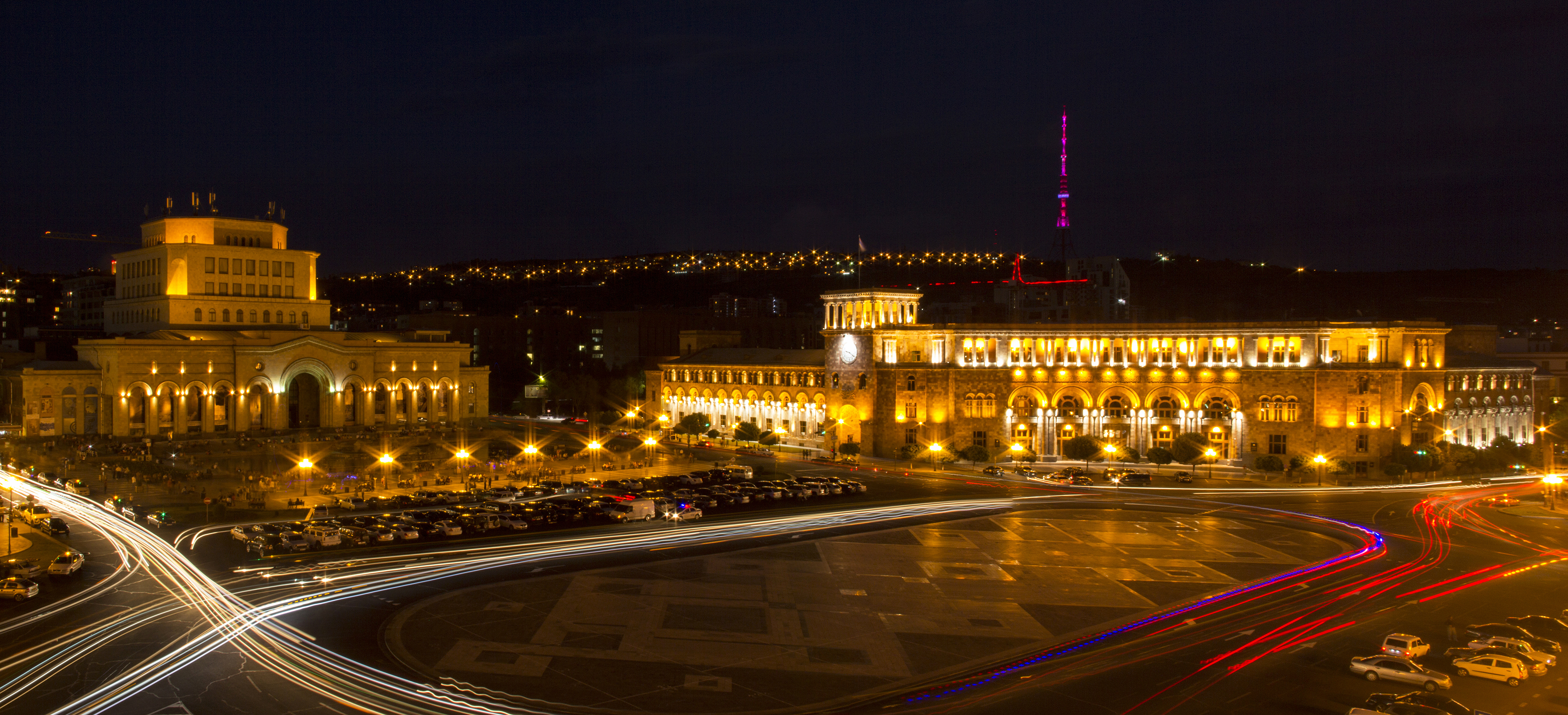
레닌 광장(현 공화국 광장)은 1926년부터 1991년까지 예레반의 중앙 광장이었다.

소비에트 연방내의 다른 공화국들과 동일하게 아르메니아는 자국 고유의 국기와 국장을 가지고 있었다. 니키타 흐루쇼프에 의하면 이는 1950년대에 터키가 아르메니아의 국장에 아르메니아인들에게 깊은 상징적 중요성이 있지만 터키 영토내에 있는 아라랏산이 포함되어 있는 것을 항의하자 소련과 터키간의 분쟁의 시작이 되었다. 터키는 이것이 터키 영토에 대한 소련의 영유권 주장이라 느꼈다. 그러자 흐루쇼프는, "그럼 터키의 국기에는 터키의 영토도 아닌 달이 왜 있습니까? 달은 (터키 국기에 그려진) 절반도 터키의 영토가 아닌데. 혹시 전 우주를 정복하고 싶으신가요?"라고 응수했다. 터키는 이 대화 이후 이 문제를 다시 제기하지 않았다.

### 국제기구에의 참가
아르메니아 SSR은 소비에트 공화국으로서 국제 연합에 의해 소련의 일부임이 국제적으로 인정되었다. 특이점은 독립국이 아님에도 아르메니아의 생물학자 노레어 시사킨이 1964년의 유네스코 제21회 총회의 의장을 맡은 것이다. 아르메니아 SSR이 포함된 소련은 또한 경제 상호원조 회의, 바르샤바 조약기구, 국제 올림픽 위원회의 일원이었으므로 아르메니아도 각 기구의 일원이었다 할 수 있다.

## 군대
아르메니아 SSR에는 소련 자캅카스 군관구의 제7근위제병연합군이 주둔해 국방을 책임졌다. 제7근위제병연합군의 구성은 다음과 같다:
- 제7근위제병연합군 본부 - 예레반
- 제15차량화소총사단, 키로바칸
- 제127차량화소총사단, 레니나칸 (현 러시아 제102군사기지)
- 제164차량화소총사단, 예레반
- 제7요새구역, 레니나칸
- 제9요새구역, 에치미아진

## 문화

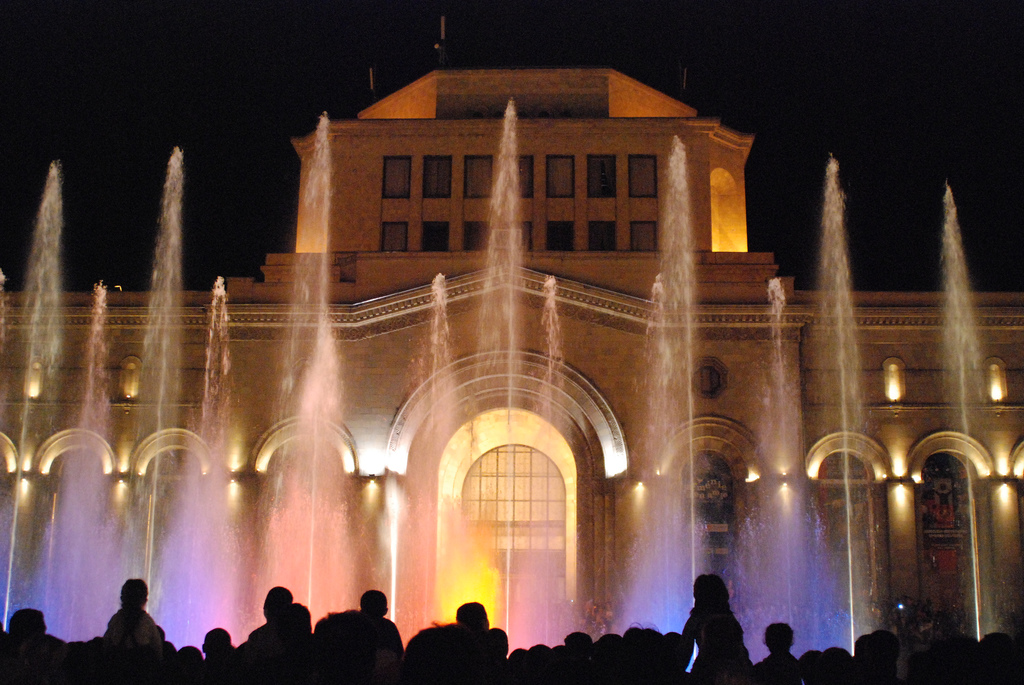
예레반의 아르메니아 역사 박물관

### 문학
라자레 인제얀의 Les Années volées와 아르만 말루먄의 Les Fils du Goulag는 굴라그에 투옥되고 탈출하는 내용의 귀환 이야기이다. 다른 비슷한 내용의 작품들은 아르메니아인 학살에 대한 가족들의 기억, 소비애트 연방으로의 이주 결정 등을 다룬다. 몇몇 작가들은 1949년의 소련에 의한 아르메니아인 강제 이주를 이전의 오스만 제국의 아르메니아인 추방과 비교한다.